# Franklin Távora
João Franklin da Silveira Távora (Baturité, 13 de janeiro de 1842 — Rio de Janeiro, 18 de agosto de 1888) foi um advogado, jornalista, político, romancista e teatrólogo brasileiro, identificado com o romantismo. Seu romance O Cabaleira é considerado o marco inicial da literatura regionalista nordestina.
Foi um crítico ferrenho do paradigma literário de sua época, não deixando de poupar grandes autores brasileiros, como José de Alencar, com quem travou uma polêmica sob o pseudônimo de Semprônio. Foi de grande contribuição para a literatura brasileira, pois em suas obras abordava lendas e tradições populares, em oposição ao que denominava uma "literatura do sul", considerada cheia de estrangeirismos e antinacionalismos.
Em 1844 transferiu-se com os pais para Pernambuco. Fez preparatórios em Goiana e Recife, em cuja Faculdade de Direito matriculou-se em 1859, formando-se em 1863. Lá viveu até 1874, tendo sido funcionário público, deputado provincial e advogado, com breve intervalo em 1873 no Pará, como secretário de governo. Em 1874, transferiu-se para o Rio de Janeiro, onde foi funcionário da Secretaria do Império.
Homenageado pela Academia Brasileira de Letras, é o patrono da cadeira 14, escolhido por Clóvis Beviláqua.

## Biografia
João Franklin da Silveira Távora nasceu no ano de 1842 no dia 13 de janeiro em Baturité, no Ceará. Seus pais eram Maria de Santana da Silveira e Camilo Henrique da Silveira Távora. Estudou em Fortaleza, em Recife e em Goiana. Fez Faculdade de Direito pela qual iria formar-se advogado em 1863. Durante sua vida Franklin teve outras profissões além da advocacia. Já trabalhou como romancista, jornalista e até mesmo político. Residiu no Rio de Janeiro, trabalhando na Secretaria do Império. Redigiu como jornalista A verdade, e A consciência. Ele também fundou a Revista Brasileira. Contribuiu para a reconstrução do passado pernambucano através da sua imaginação, ficção e história. Foi político e foi contra as ideias de José De Alencar, porque o mesmo não compartilhava de opinião semelhante a sua a respeito do Romantismo. Apesar de encontrarmos muitas características do romantismo nas obras de Franklin, ele foi um dos autores que introduziram o Realismo e o Naturalismo no Brasil naquela época. Além disso, fez uso de pseudônimos, o que era muito comum. Seu pseudônimos era ‘’Semprônio’’, que utilizou para escrever cartas para ferir a imagem de José de Alencar, pois como citado a cima, José não concordava com a ideia romancista de João, e foi também dessa ‘’campanha’’ que se iniciou uma campanha a favor de uma literatura mais nacionalista, pois, nada mais brasileiro do que o brasileiro escrevendo sobre sua pátria, ou seja, um nacionalismo na literatura. Dessa forma, pode-se caracterizar sua obra de forma geral com regionalista e nacionalista. Também fundou a associação dos homens de letras, foi sócio do Instituto Histórico e Geográfico Brasileiro, e ainda foi patrono na cadeira 14 da Academia Brasileira de Letras. Por fim, Franklin falece no ano de 1888 no dia 18 de agosto, na cidade do Rio De Janeiro.

### A Verdade
Revista publicada entre os anos de 1872 e 1873, em Recife Com a chegada do Dom Vital à Pernambuco, a maçonaria, resolveu ser representada por um órgão que defendesse seus direitos e promovesse seus interesses, então convidou Franklin Tavora a fundar e dirigir este órgão. A principio a Verdade se publicava semanalmente e depois duas vezes por semana. aumentando de formato, Por ver-se a maçonaria compelida pela reação episcopal precisou ser mais assídua na sustentação de sua causa, aumentando o tamanho dos fascículos. Foi uma folha de combate, que, em quase todo o império, produziu uma revolução nas ideias religiosas, e à qual se deve, em grande parte, a importância que assumiu a questão religiosa em Pernambuco. Sua leitura foi proibida pelo bispo. Essa revista, para a qual colaboraram vários dos primeiros escritores de Pernambuco, é um importante repertório de noticias sobre esse período. Registrou importantíssimas questões de direito constitucional e eclesiástico.

## Influências nas Artes
A obra "O Cabeleira" de 1876, foi utilizado pela Escola de Ensino Fundamental e Médio Franklin Távora, como tema de um trabalho de linguagens. O trabalho foi promovido pelos alunos do segundo ano do Ensino Médio, os quais deveriam fazer uma releitura do livro, por meio de vídeos, a fim de conhecer melhor a obra do autor. Franklin Távora escreveu também para o teatro e teve suas peças reunidas no livro "Teatro de Franklin Távora" de Cláudio Aguiar, publicado pela Martins Editora.

## Escola Literária
Franklin Távora foi considerado o primeiro romancista do Nordeste, com a obra "Os Índios do Jaguaribe" de 1865, obra caracterizada romance indianista, pois trata de temas da cultura indígena, por meio do subjetivismo romântico. Entretanto, com a publicação do livro  “Um casamento no Arrabalde" em 1869, foi caracterizado por abandonar o tom romântico então predominante em suas obras e ingressou numa literatura mais realista, com a representação fiel da realidade e narrativa minuciosa, sendo ele um dos percursores do Realismo.

As duas Escolas Literárias, Romantismo e Realismo, pelas quais Franklin Távora é reconhecido, podem ser caracterizadas como:
- Romantismo:

A poesia romântica pode ser dividida em três gerações. A 1ª Geração ficou conhecida como Indianista ou Nacionalista, foi marcada por retratar principalmente o índio como herói e por exaltar a pátria. A 2ª Geração, também conhecida como Ultrarromancista, foi caracterizada pelo pessimismo de Lord Byron, o principal influenciador dos escritores dessa fase. E por último, a 3ª Geração, chamada também de Condoreira, que falava sobre aspectos sociais, em especial, a escravidão. Já na prosa, os textos foram intitulados como indianistas, regionalistas ou urbanos.
- Realismo:

Os escritores realistas procuraram romper com as principais características do Romantismo, ou seja, não havia a idealização das personagens, tudo era retratado de acordo com a realidade, a linguagem era simples e direta, sem tantas preocupações com a forma estética do texto.

## Características da Obra
Franklin Távora foi um dos precursores do Realismo, embora seus romances tenham características do Romantismo. As características de sua obra são:
- Regionalismo, ou seja, são peculiaridades locais, expressando os traços do momento histórico. No caso de Franklin Távora, grande parte de suas narrativas se passam em Pernambuco.
- Nacionalista, ou seja, ocorre uma exaltação da pátria. No entanto, Franklin Távora não foi um nacionalista extremo.
- Naturalismo, ou seja, o indivíduo é determinado pelo ambiente. Tal característica pode ser percebida em diversas de suas obras e em seus trabalhos de crítica literária[3].

## Obras

### Fase literária recifense
- Trindade maldita (contos, 1861);
- Os índios do Jaguaribe (romance, 1862);
- A casa de palha (romance, 1866);
- Um casamento no arrabalde (romance, 1869);
- Um mistério de família (drama, 1862);
- Três lágrimas (drama, 1870).

### Fase carioca
- Cartas de Semprônio a Cincinato (crítica, 1871);
- O Cabeleira (romance, 1876); Considerado um de seus melhores livros.
- O matuto (crônica, 1878);
- Lourenço (romance, 1878);
- Lendas e tradições do norte (folclore, 1878);
- O sacrifício (romance, 1879).